# Sosnowa Góra (województwo pomorskie)
Sosnowa Góra (dodatkowa nazwa w j. kaszub. Sosnowô Góra) – wieś w Polsce, położona w województwie pomorskim, w powiecie kartuskim, w gminie Sierakowice. 
W latach 1975–1998 Sosnowa Góra administracyjnie należała do województwa gdańskiego.
Przed 2023 r. miejscowość była częścią wsi Sierakowice.